# 木星半径
木星半径（もくせいはんけい、英: Jupiter radius, Jovian radius）とは、木星の半径を単位としたものである。

## 概要
記号はRJであり、RJ = 71,492km = 71,492,000mである。これは地球半径のおよそ11.2倍に相当する。
木星半径は以下の単位に換算される。
- 11.209地球半径(RE, R⊕)
- 0.103太陽半径(R☉, Ro)

## 使用例

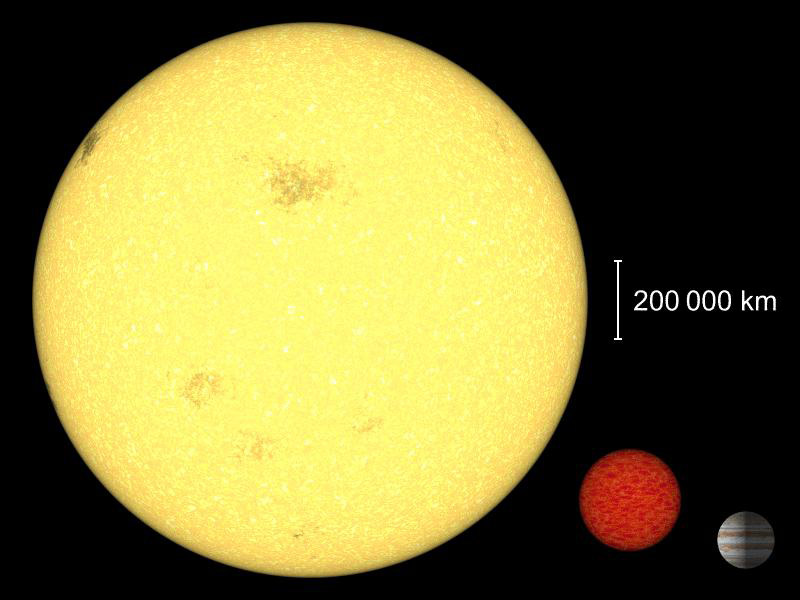
褐色矮星Cha 110913-773444(中)と木星(右)、太陽(左)との比較

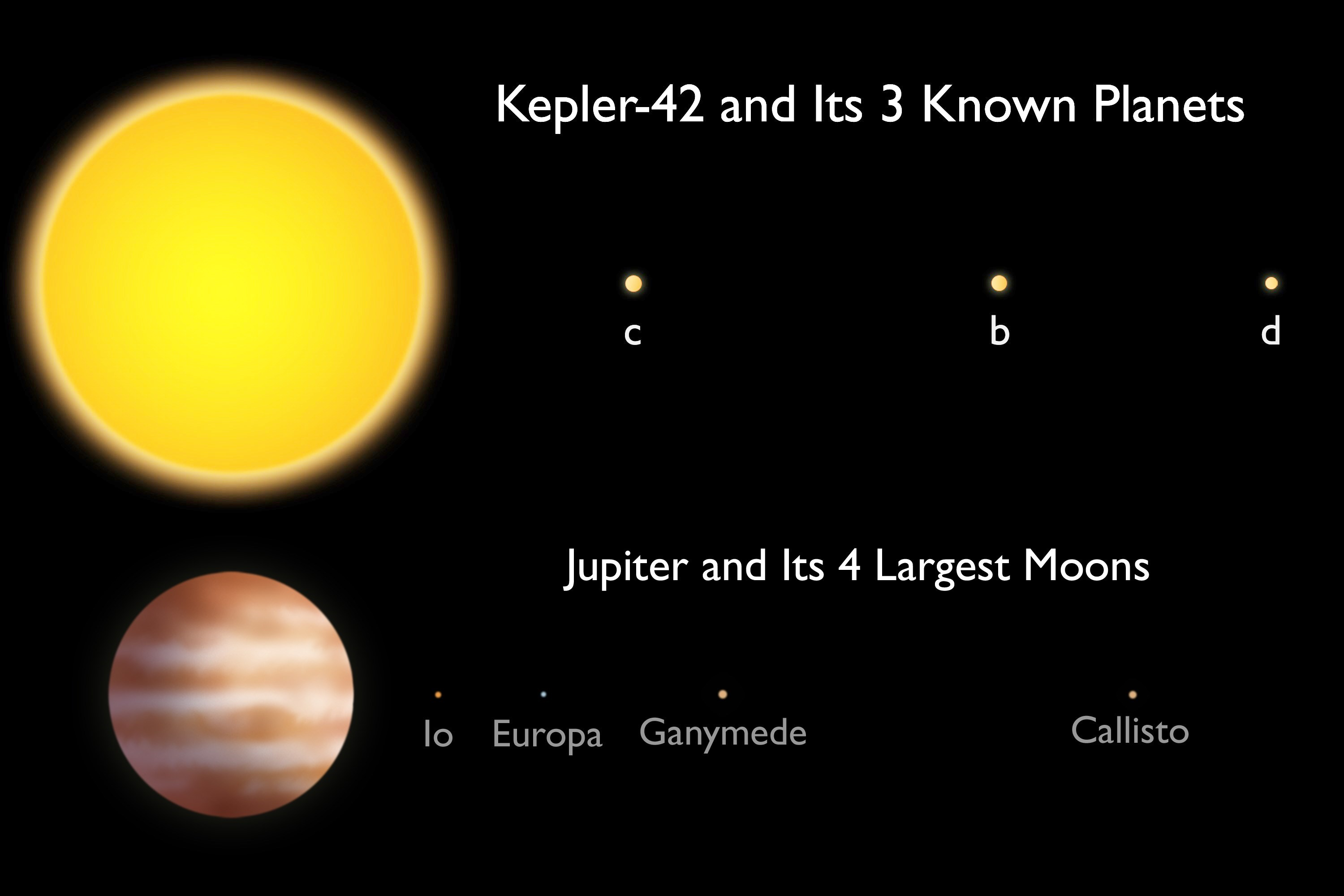
恒星ケプラー42(上)と木星(下)の大きさの比較

木星半径は、主に大きな太陽系外惑星や褐色矮星や準褐色矮星、稀に小さな恒星（特に赤色矮星の恒星）の大きさの比較に用いられる。これは、小さな天体の大きさを比較する上では非常に有効である。なぜならば、地球半径と太陽半径では、それぞれ値が大きくなりすぎたり小さくなりすぎたりするからである。
| 天体名            | 分類      | 太陽半径              | 木星半径             | 地球半径          |
| ----------------- | --------- | --------------------- | -------------------- | ----------------- |
| ケプラー16(AB)b   | 惑星      | 0.0776 +0.0003-0.0002 | 0.7538+0.0026-0.0023 | 8.449+0.029-0.026 |
| S Ori 70          | 褐色矮星? | 0.17                  | 1.6                  | 18                |
| ケプラー42        | 恒星      | 0.17 ± 0.05           | 1.65 ± 0.49          | 18.5 ± 5.4        |
| WASP-12b          | 惑星      | 0.184 ± 0.009         | 1.79 ± 0.09          | 20.1 ± 1.0        |
| Cha 110913-773444 | 褐色矮星  | 0.19                  | 1.8                  | 20                |

## その他
木星は太陽系の惑星の中では最も早い速度で自転しており、赤道で測った半径と自転軸で測った半径ではかなりの差が生ずる。そのため、普通は赤道半径を用いる。
木星は、厳密にはケルビン・ヘルムホルツ機構による過程によって、熱を放出しながら縮んでいる。しかし、その過程による半径の変化は1cm/年の減少であるため、普通は考慮されない。